# Thierry Ndikumwenayo
Thierry Ndikumwenayo, né le 26 mars 1997, est un athlète burundais naturalisé espagnol, spécialiste des courses de demi-fond et de fond.

## Biographie
Médaillé d'argent du 3 000 m aux Jeux olympiques de la jeunesse 2014, il se classe 7e du 5 000 m lors des championnats d'Afrique 2016.
Le 10 août 2022, il remporte son premier succès en Ligue de diamant en s'imposant au Meeting Herculis de Monaco dans l'épreuve du 3 000 m, établissant un nouveau record du Burundi et un nouveau record de la Ligue de diamant,.
Thierry Ndikumwenayo obtient la nationalité espagnole en 2023 et est autorisé à concourir sous ses nouvelles couleurs à partir du 16 avril 2023,.
Fin juin 2023 à Chorzów à l'occasion des Championnats d'Europe par équipes disputés dans le cadre des Jeux européens 2023, il remporte l'épreuve du 5 000 m.

## Palmarès
| Date                    | Compétition                            | Lieu                    | Résultat                | Épreuve                 | Temps                   |
| Représentant le Burundi | Représentant le Burundi                | Représentant le Burundi | Représentant le Burundi | Représentant le Burundi | Représentant le Burundi |
| ----------------------- | -------------------------------------- | ----------------------- | ----------------------- | ----------------------- | ----------------------- |
| 2014                    | Jeux africains de la jeunesse          | Gaborone                | 3e                      | 3 000 m                 | 8 min 17 s 93           |
| 2014                    | Jeux olympiques de la jeunesse         | Nankin                  | 2e                      | 3 000 m                 | 8 min 6 s 05            |
| 2015                    | Championnats d'Afrique juniors         | Addis-Abeba             | 7e                      | 5 000 m                 | 15 min 11 s 49          |
| 2015                    | Jeux africains                         | Brazzaville             | 9e                      | 5 000 m                 | 13 min 27 s 38          |
| 2016                    | Championnats d'Afrique                 | Durban                  | 7e                      | 5 000 m                 | 13 min 26 s 24          |
| Représentant l' Espagne |                                        |                         |                         |                         |                         |
| 2023                    | Championnats d'Europe par équipes      | Chorzów                 | 1er                     | 5 000 m                 | 13 min 25 s 48          |
| 2024                    | Championnats du monde de cross-country | Belgrade                | 9e                      | Individuel senior       | 28 min 36 s             |
| 2024                    | Championnats d'Europe                  | Rome                    | 5e                      | 5 000 m                 | 13 min 23 s 26          |
| 2024                    | Championnats d'Europe                  | Rome                    | 3e                      | 10 000 m                | 28 min 0 s 96           |
| 2024                    | Jeux olympiques                        | Paris                   | 9e                      | 10 000 m                | 26 min 49 s 49          |

## Records
| Épreuve  | Temps               | Lieu   | Date         |
| -------- | ------------------- | ------ | ------------ |
| 3 000 m  | 7 min 25 s 93 (NR)  | Monaco | 10 août 2022 |
| 5 000 m  | 12 min 48 s 10      | Oslo   | 30 mai 2024  |
| 10 000 m | 26 min 49 s 49 (NR) | Paris  | 2 août 2024  |